# دومينيكو بيس
دومينيكو بيس (مواليد 9 يوليو 1924) هو مبارز بالسيف إيطالي، مثّل بلاده في الألعاب الأولمبية الصيفية 1956.

## روابط خارجية
- دومينيكو بيس على موقع أوليمبيديا (الإنجليزية)